# Orupönen
Orupönen, 1938 bis 1945 Grünrode, litauisch Orupėnai, ist ein verlassener Ort im Rajon Krasnosnamensk der russischen Oblast Kaliningrad.
Die Ortsstelle befindet sich drei Kilometer südwestlich von Djatlowo (Neuweide).

## Geschichte

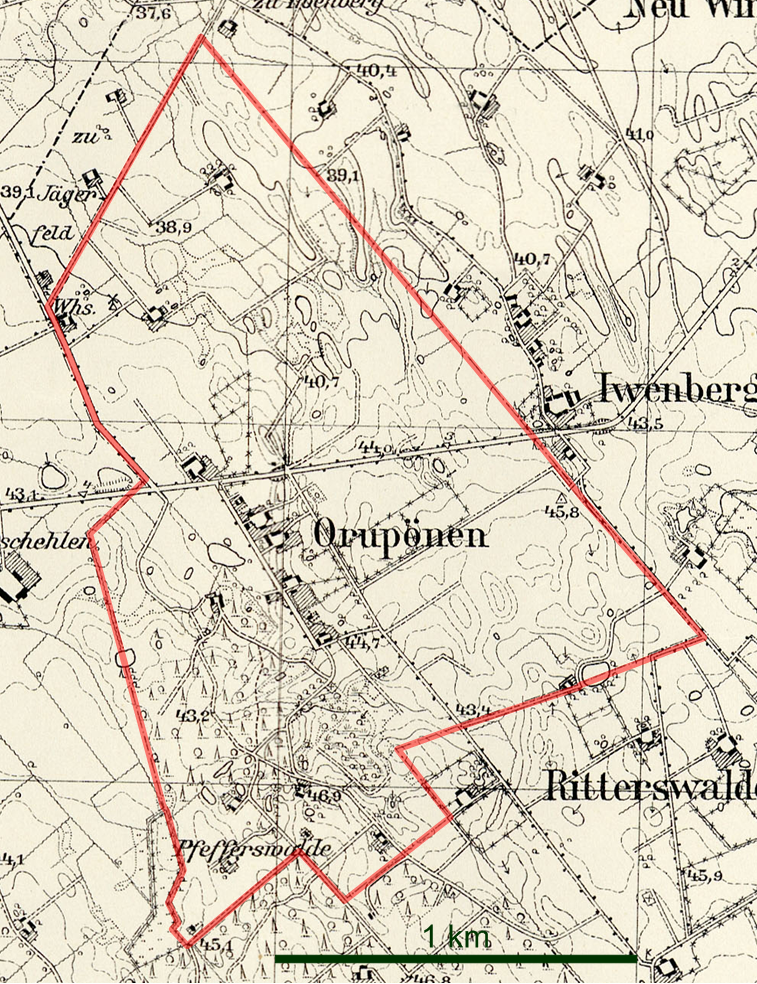
Die Gemeinde Orupönen auf einem Messtischblatt von 1935

Der Ort Orupö(h)nen wurde um 1780 gegründet. Es handelte sich um ein Erbfreidorf. 1863 wurden die Pfeffer- und Beckerschen Anteile des Etablissements
Pfefferswalde in die Landgemeinde Orupönen eingemeindet. Seit 1874 gehörte die Landgemeinde Orupönen zum neu gebildeten Amtsbezirk Baltruschelen im Kreis Pillkallen. 1938 wurde Orupönen in Grünrode umbenannt.
1945 kam der Ort in Folge des Zweiten Weltkrieges mit dem nördlichen Ostpreußen zur Sowjetunion. Einen russischen Namen bekam er nicht mehr.

### Einwohnerentwicklung
| Jahr | Einwohner | Bemerkungen                       |
| ---- | --------- | --------------------------------- |
| 1867 | 139       |                                   |
| 1871 | 138       | Davon im Loshaus Pfefferswalde 19 |
| 1885 | 120       | Davon in Pfefferswalde 10         |
| 1905 | 133       | Davon in Pfefferswalde 9          |
| 1910 | 125       |                                   |
| 1933 | 97        |                                   |
| 1939 | 95        |                                   |

## Kirche
Orupönen/Grünrode gehörte zum evangelischen Kirchspiel Rautenberg.